# Nicola Coppola
Nicola Coppola (Mondragone, 1º ottobre 1962) è un allenatore di calcio ed ex calciatore italiano, di ruolo attaccante.

## Caratteristiche tecniche
Giocava come attaccante centrale. Bravo in acrobazia e con un discreto tiro.

## Carriera

### Club
Cresciuto nel settore giovanile del Milan, ha poi giocato per il Mestre, prima di trasferirsi al Monza. Ha svolto tutta la sua carriera tra Serie C1 e Serie C2, ritirandosi al termine della stagione 1993-1994.

### Nazionale
Ha disputato la fase finale del campionato del mondo Under-20 1981 giocando una partita, l'8 ottobre contro la Romania.

## Palmarès

### Club

#### Competizioni nazionali
- Serie C2: 1

Nocerina: 1985-1986